# Regnes ekitis
El regnes ekitis històrics foren setze. Quan la guerra de Kiriji es va acabar només tres oba van signar el tractat de 2 de juliol de 1886 però els regnes reconeguts per la tradició eren 16. Els tres presents eren l'Ajero d'Ijero, l'Olojido d'Ido i l'Oore d'Otun; aquest darrer reclamava l'hegemonia però més probablement la tenia Ijero. Quins són els 16 regnes tradicional es subjecte de disputa. Modernament uns quants caps tradicionals han adquirit el rang de oba o cap tradicional de primera classe (fins a 32 el 2014).
Els 17 caps tradicionals principals (la resta eren subordinats) el 1900, llistats pel major Reeve Tucker, eren:
- L' Oore d'Otun
- L' Olowo owa d'Obo
- L' Elekole d' Ikole
- L' Ewi d'Ado
- L' Ajero d'Ijero
- L' Alara d'Ara
- El Deji d'Akure
- L' Alaaye d'Efon
- L' Arinjale d'Ise
- L' Olojudo (o Olojido) d'Ido
- L' Oloye d'Oye
- L' Ologutun d'Ogutun
- L' Oloja d'Okemesi
- L' Ogoga d'Ikere
- L' Onitaji d'Itaji
- L' Onisan d'Isan
- L' Atta d'Ayede

El 1909 els britànics en reconeixien 13:
- L' Ajero d' Ijero
- L' Ewi d'Ado
- L' Ogoga d'Ikere
- L' Olojido d' Ido
- L' Alaaye d'Efon (Fon-Alaye)
- L' Arinjale d'Ise
- L' Olojaoke d'Okemesi
- L' Oloye d' Oye
- L' Alara(e) d' Ara o Are (Aramoko)
- L' Ologotun d'Ogotun
- L' Atta d' Ayede
- L' Onitaji d' Itaji
- L' Onisan d' Isan

El 1979 s'enumeren 17 regnes: Ajo, Ijero, Ikole, Otun, Akure, Ara, Ido, Ikere, Oye, Ise, Emure, Efon, Itaje, Okemesi, Isan, Ogutun i Ire, però només 8 són considerats de primera classe:
- L' Ologotun d'Ogotun
- L' Ewi d'Ado
- L' Alaaye d'Efon (Fon-Alaye)
- L' Alara(e) d' Ara o Are (Aramoko)
- L' Elekole d'Ikole
- L' Oore d'Otun
- L' Olojido d' Ido
- L' Ajero d' Ijero

Un llista assenyala que al fundar-se l'estat el 1996 es van crear 16 districtes cadascun amb un oba, suposadament cada oba podria ser un dels 16 obes dels regnes històrics menys dos (l'Atta d'Ayede i l' Olomuo d'Omuo o Omuo-Ekiti) que suplien a altres dos: el Deji d' Akure i l'Olobo d' Obo que l'1 d'octubre de 1996 quan es va fundar l'estat d'Ekiti, van quedar fora dels límits de l'estat:
- 1. L' Owore d' Otun
- 2. L' Ajero d' Ijero
- 3. L' Ewi d'Ado
- 4. L' Elekole d' Ikole
- 5. L' Alara d' Ara
- 6. L' Alaaye d'Efon-Alaye
- 7. L' Olomuo d' Omuo
- 8. L' Ologotin d'Ogotun
- 9. L' Olojido d' Ido
- 10. L' Ata d' Ayede
- 11. L' Oloja Oke d'Imesi
- 12. L' Oloye d' Oye
- 13. L' Ajanpanda d'Akure (Deji)
- 14. L' Onire d' Ire
- 15. L' Arinjale d'Ise
- 16. L' Onitaji d' Itaji

l'Elemure d'Emure es va afegir després fent pujar el número a 17.
El 28 de maig de 1999 es dona la següent llista amb 16 regnes de primera classe, xifre que coincideix amb els setze obes històrics, però que no són exactament els mateixos.
- L' Ajero d' Ijero
- L' Alaaye d'Efon (Efon-Alaye)
- L' Alara(e) d' Ara o Are (Aramoko)
- L' Alawe d' Ilawe
- L' Arinjale d'Ise
- L' Elekole d' Ikole
- L' Elemure d'Emure
- L' Ewi d'Ado
- L' Ogoga d'Ikere
- L' Ologotun d'Ogotun
- L' Olojido d' Ido
- L' Olomuo d' Omuo
- L' Olosi d' Osi
- L' Oloye d' Oye
- L' Owa Ooye d'Okemesi
- L' Owore d' Otun

La resta de caps de primera classe (d'acord amb la pàgina web de l'estat), establerts la majoria el 2013 (menys 1 el 2014 i 2 el 2015), són:
- L'Ajanpanda d'Akure (Deji)
- L'Alaaye d' Oke Ayedun
- L'Alara d' Aramoko
- L'Arajaka d' Igbara Odo
- L'Atta d' Ayede
- L'Obaleo d' Erinmope
- L'Obanla d' Ijesa Isu
- L'Olode d' Ode
- L'Olotunja d' Otunja
- L'Olukoro d' Ikoro
- L'Oluyin d' Iyin
- L'Onigede d' Igede
- L'Onisan d' Isan
- L'Onire d' Ire (des de 2014)
- L'Onitaji d' Itaji
- L'Oniye d'Iye
- L'Oore d' Otun
- L'Oloja Oke d'Imesi